# Asmahan Farhat
Asmahan Farhat, hay Mercedes Kay, sinh ngày 1 tháng 5 năm 1990  tại Strongsville, Ohio, Hoa Kỳ, là một vận động viên bơi lội người Mỹ.
Lớn lên ở Strongsville, Ohio cô bắt đầu tập luyện với Lake Erie Silver Dolphins trước khi chuyển xuống đảo Marco, FL năm 11 tuổi và bắt đầu bơi cùng cha mình cho Đội bơi lội đảo Marco. Cô học tại trường trung học Lely nơi cô đã phá vỡ nhiều kỷ lục của trường và hội nghị trong khi mang về nhà các danh hiệu khu vực và khu vực. Hiện cô đang theo học tại Đại học Florida, nơi cô là thành viên của Florida Cicerones.
Farhat đại diện cho Libya tại Thế vận hội mùa hè 2008 ở Bắc Kinh. Cô là người phụ nữ thứ tư từng bơi tới Libya tại Thế vận hội Olympic, sau Amira Edrahi tại Thế vận hội Mùa hè 2004 và Nadia Fezzani và Soad Fezzani trong Thế vận hội Mùa hè 1980 ở Moscow. Cô đã giành được lượt bơi của mình trong nội dung bơi ếch 100 mét nữ, với thời gian 1: 21,68, nhưng đã hoàn thành tổng thể lần thứ 47 và không tiến lên. Thời gian của cô là một cá nhân mới tốt nhất.
Cô là một học sinh tại trường trung học Lely ở Naples, Florida. 
Cô bắt đầu học tại Đại học Florida vài ngày sau khi thi đấu tại Bắc Kinh, và trở thành em gái của Alpha Omicron Pi Sorority. 
Vào mùa thu năm 2012, cô bắt đầu chương trình Tiến sĩ Dược tại Trường Đại học Khoa học Dược phẩm và Dược phẩm thuộc Đại học Colorado Denver. Tốt nghiệp Tiến sĩ Dược năm 2016 và tiếp tục sự nghiệp tại Walgreen. Hiện đang làm nhân viên liên lạc y tế cho My Vô số Khoa học tại Denver, Colorado.
Năm 2018, Mercedes kết hôn với vị hôn thê lâu năm của cô, Christian Dinsdale. Họ cùng nhau có bốn người con: Christian Frederick Dinsdale III, Gregory Zach Dinsdale, Cheyenne Olympia Dinsdale và Esperanza Sophie Dinsdale.
Trong thời gian rảnh rỗi, Mercedes huấn luyện đội bơi giải trí Greeley, Colorado. Mercedes và Christian dành mùa hè của họ ở Greeley, Colorado chăm sóc trang trại gia súc của gia đình anh ấy trong khi cô ấy sử dụng các kỹ năng của mình như một huy chương Olympic để huấn luyện viên Olympics non trẻ.